# Philippe-Julius de Poméranie
Philippe Julius de Poméranie (né le 27 décembre 1584, à Wolgast – †  6 février 1625) est duc de Poméranie dans son « Teilherzogtum » (c'est-à-dire Part de Duché) de Poméranie-Wolgast de 1592 à 1625.

## Biographie

### Jeunesse
Philippe-Julius est le fils unique d'Ernest-Louis de Poméranie, et de Sophie Hedwige, fille de Jules de Brunswick-Lunebourg il porte le nom de ses deux grands-pères. Ernest Louis meurt le 17 juillet 1592. De 1592 à 1603, Philippe-Julius est sous la tutelle de son oncle Bogusław XIII. À cette époque il reçoit son éducation à l'université de Leipzig, et ensuite voyage dans les cours voisines d'Europe, d'Angleterre et d'Italie. Le 25 juin 1604, il épouse Agnès de Brandebourg (1584-1629), fille de Jean II Georges de Brandebourg  et de sa seconde épouse  Elisabeth d'Anhalt-Zerbst. Un mois après son mariage Philippe-Julius atteint sa majorité et prend possession de sa fonction ducale le 21 juillet 1604. Il continue ses voyages couteux, visitant l'Angleterre, les Pays-Bas, le Danemark, Berlin, Danzig et le duché de Courlande et d'autres pays traversés en route. Du fait de ces voyages il est absent pendant des années de ses domaines.

### Crises financières
Philippe-Julius rencontre de sérieuses difficultés financières pendant son règne,,,. Se refusant à restreindre ses propres dépenses il limite les déplacements des fonctionnaires de sa cour. Ainsi, la gestion de la plupart des domaines ducaux est allouée à des tiers, provoquant une détérioration significative de la situation des paysans. La proportion des corvées obligatoires pour les paysans double pendant son règne. Des études révèlent que la quasi-totalité des paysans de Rügen sont appauvris ou endettés au moment de sa mort. Le duc tente d'obtenir des  villes liées à la  Ligue Hanséatique de Greifswald et Stralsund d'assumer une partie de ses dettes entrainant de graves conflits. En 1604, une intervention dans les affaires intérieures de Greifswald lui est favorable En 1612, il humilie les cités quand, en contradiction avec leur traditionnelle autonomie, il pénètre dans leur territoire avec plusieurs centaines de mercenaires En 1613, Philippe-Julius consent le droit de cité allemand à Bergen contre un paiement de 8.000 Marks.
Philippe-Julius tente aussi de contrôler l'inflation, avec un succès limité en recherchant à se rapprocher du Cercle de Basse-Saxe, générant des conflits avec le Cercle de Haute-Saxe comme avec l'autre  « Teilherzogtum » de Poméranie, celui de Stettin. L'empereur Matthias, appelé par le Cercle de Haute-Saxe, intervient même  dans le politique de frappe monétaire de Philippe-Julius en 1616, cependant il semble l'avoir  confondu avec son cousin Philippe II de Stettin et sa correspondance semble concerner ce dernier. En 1622, Philippe-Julius accepte une invitation de Christian IV de Danemark et participe à une diète du cercle (Kreistag) de Cercle de Basse-Saxe afin de définir une stratégie financière commune. Il en résulte le traité de Hambourg, ratifié le 14 mars, qui entre en vigueur le 6 juillet. Toutefois le Cercle de Haute-Saxe oblige Philippe-Julius à revenir à la situation antérieure le 6 novembre. Entre 1623 et 1625, le duc négocie également avec le roi de Danemark la vente de Rügen à ce dernier pour 150.000 thalers impériaux, cette cession échoue à la suite du veto de Bogusław XIV.

### Conflits avec le Cercle de Haute-Saxe
Les dernières années du règne de Philippe-Julius sont dominées par son conflit pour maintenir son indépendance politique au sein du Cercle de Haute-Saxe en face des tendances hégémoniques de l'électorat de Saxe et d'une crise politique qui est à l'origine de la Guerre de Trente Ans.
En 1620, les instances représentatives du Cercle de Haute-Saxe sont assemblées dans un Kreistag à Leipzig, organisé par Jean-Georges Ier de Saxe. L'assemblée est dominée par l'électorat de Saxe qui intrigue pour prévenir une participation du Brandebourg et de la Saxe-Weimar, plus la délégation d'Anhalt quitte les  négociations en cours. Il est demandé aux membres du cercle une lourde contribution financière pour financer l'armée de mercenaires recrutée par la Saxe. Il est également demandé au Cercle de proclamer sa neutralité dans la guerre de Trente ans qui vient de s'engager et qui ravage la Bohême, en s'interdisant de se ranger dans le camp de l'empereur Ferdinand III du Saint-Empire
La délégation poméranienne accepte les décisions seulement « ad-referendum » (c'est-à-dire sous réserve d'en référer)  et refuse de s'acquitter de ses obligations financières. Un nouveau problème surgit quand la puissance de l'électorat de Saxe confortée par sa campagne militaire victorieuse de 1621 en Silésie, contraint les Poméraniens et la délégation brandebourgeoise à une rencontre à Prenzlau en 1622 pour envisager une alliance contre Jean-Georges Ier de Saxe. Le projet n'aboutit pas en raison de la réticence des ducs de Poméranie qui ne veulent pas échapper à l'hégémonisme saxon au prix d'une plus grande subordination au Brandebourg . Ils décident toutefois de soutenir la tentative brandebourgeoise de déclarer nulles les décisions de Leipzig, ce qui est bien sûr rejeté par l'Électeur Saxon qui réclame de plus belle leurs applications.
En 1623, menacés par les succès du général impérial Jean t'Serclaes, comte de Tilly en Hesse-Cassel et en Basse-Saxe, les électeurs de Brandebourg et de Saxe forment une alliance et décident de lever des armées, ils divisent le Cercle de Haute-Saxe en deux domaines d'influence et de commandement; la Poméranie est dévolue à celui du Brandebourg. La Poméranie refuse d'accepter que ses propres troupes relèvent du commandement brandebourgeois. En juillet 1624, la partie sud du Cercle sous influence saxonne se rallie au parti de l'empereur. Philippe-Julius et Bogusław XIV de Stettin, se déclarent prêts à se rallier au camp impérial et à accepter les exigences monétaires impériales qu'ils avaient précédemment rejetées. Pourtant, ni Bogusław XIV ni Philippe-Julius ne sont capables d'imposer leur volonté face à l'opposition de la noblesse à la diète du cercle haut-saxon à Jüterbog qui se réunit en août. C'est ainsi que le duché de Poméranie se retrouve isolé en ne s'alignant pas sur la politique de l'électorat de Saxe, ni sur celle de l'électorat de Brandebourg 

### Décès
Philippe-Julius meurt le 6 février 1625 seulement quelques mois avant que les troupes du Saint-Empire occupent la plus grande partie du Cercle de Haute-Saxe, Il est inhumé dans la crypte ducale de Wolgast. Deux ans plus tard,  la « Capitulation de Franzburg » imposée à la Poméranie cause sa complète dévastation et la mort des deux tiers de sa population.
Après la mort de Philippe-Julius, la Poméranie-Wolgast cesse d'exister. Philippe-Julius meurt sans héritier,, et la Poméranie-Wolgast revient à  Bogusław XIV qui réunit ainsi tout le duché de Poméranie sous sa souveraineté. Il meurt également sans descendance en 1637, marquant ainsi la fin de  maison de Poméranie. La résidence de Wolgast tombe en ruine après la mort de Philippe- Julius, elle est gravement endommagée pendant la Guerre de Trente Ans, et, après 1798, beaucoup de ses pierres sont récupérées et réutilisées pour la construction d'autres édifices. Actuellement il ne subsiste que des restes de soubassement.

## Héritage culturel

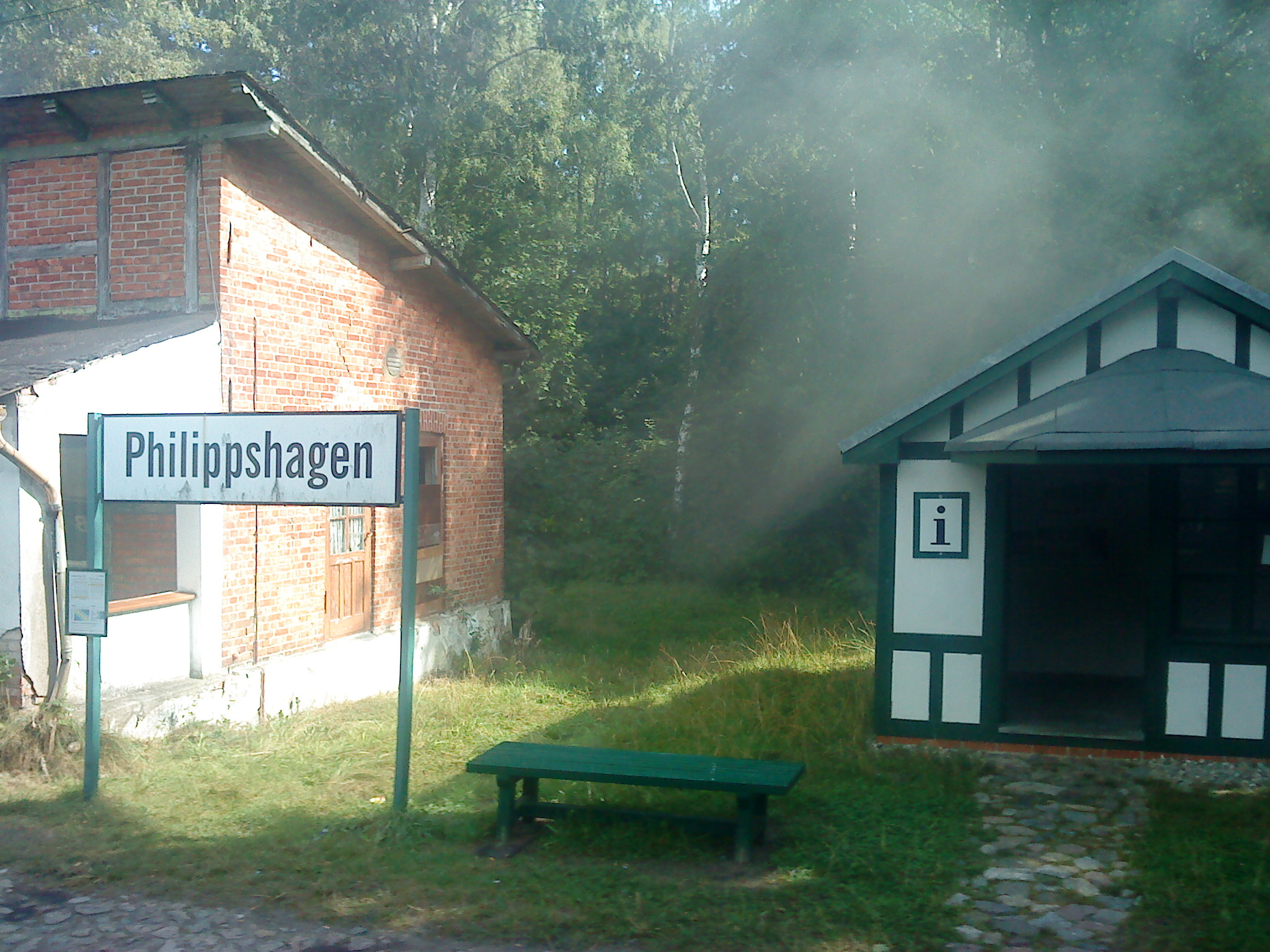
Gare de Philippshagen, localité rebaptisée en l'honneur de Philippe-Julius

En 1619, Philippe-Julius fait don d'une précieuse robe de cérémonie au rectorat de l'Universite de Greifswald, qui est portée par le recteur lors de circonstances exceptionnelles jusqu'à très récemment. En 1999, la robe historique est échangée contre un modèle moderne. Elle fait désormais partie des collections permanentes du Musée d'État de Poméranie. Philippe-Julius est un protecteur du théâtre et de la musique à sa cour,, en partie inspiré par ses voyages. Plusieurs musiciens anglais ont interprété des œuvres à son service au cours de la décennie 1620,. Le village  de Groß-Hagen à Rügen, désormais inclus dans Middelhagen, a été rebaptisé « Philippshagen » en 1608 en l'honneur de Philippe-Julius.